# Nuthe

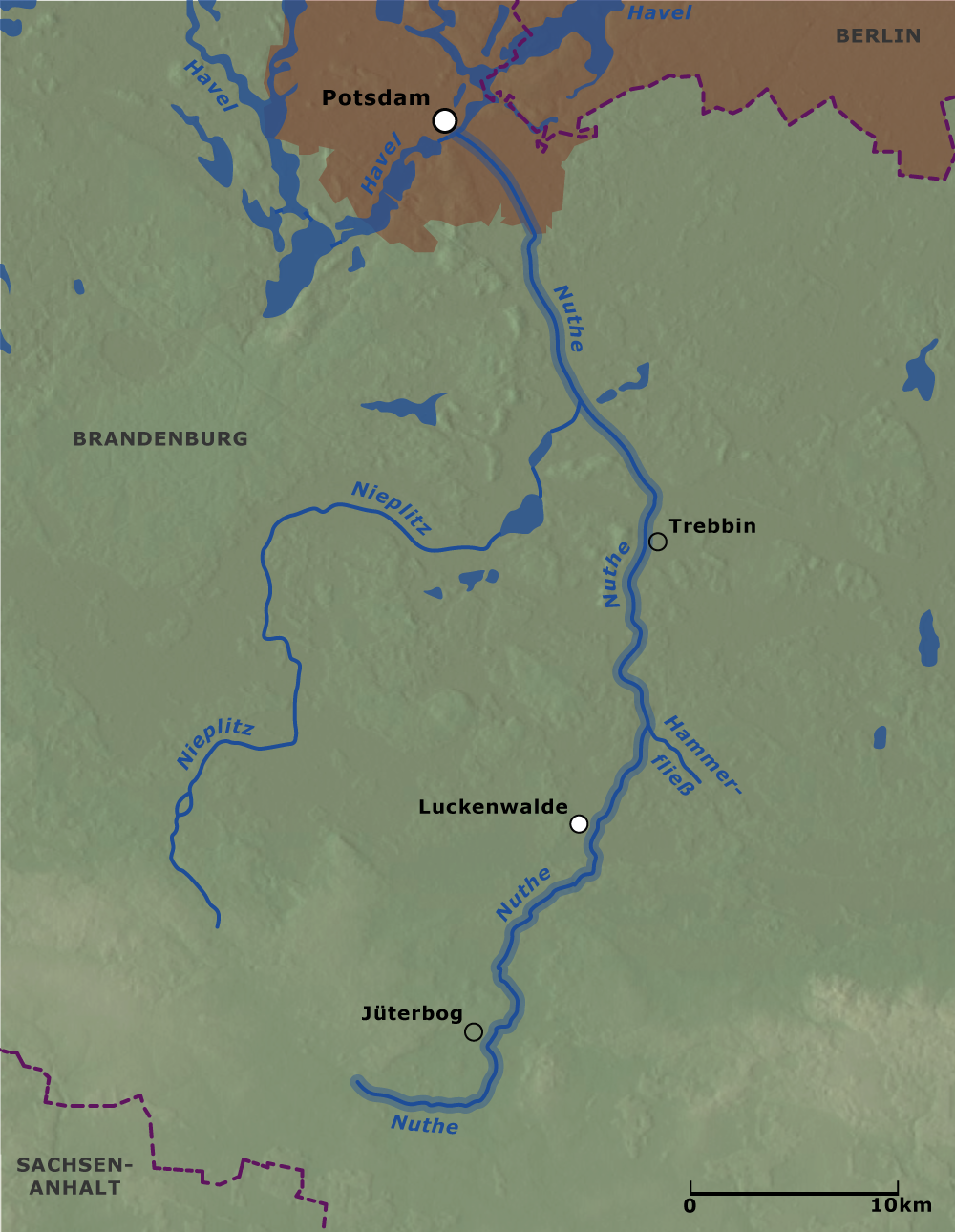
Karta över Nuthe med biflöden.

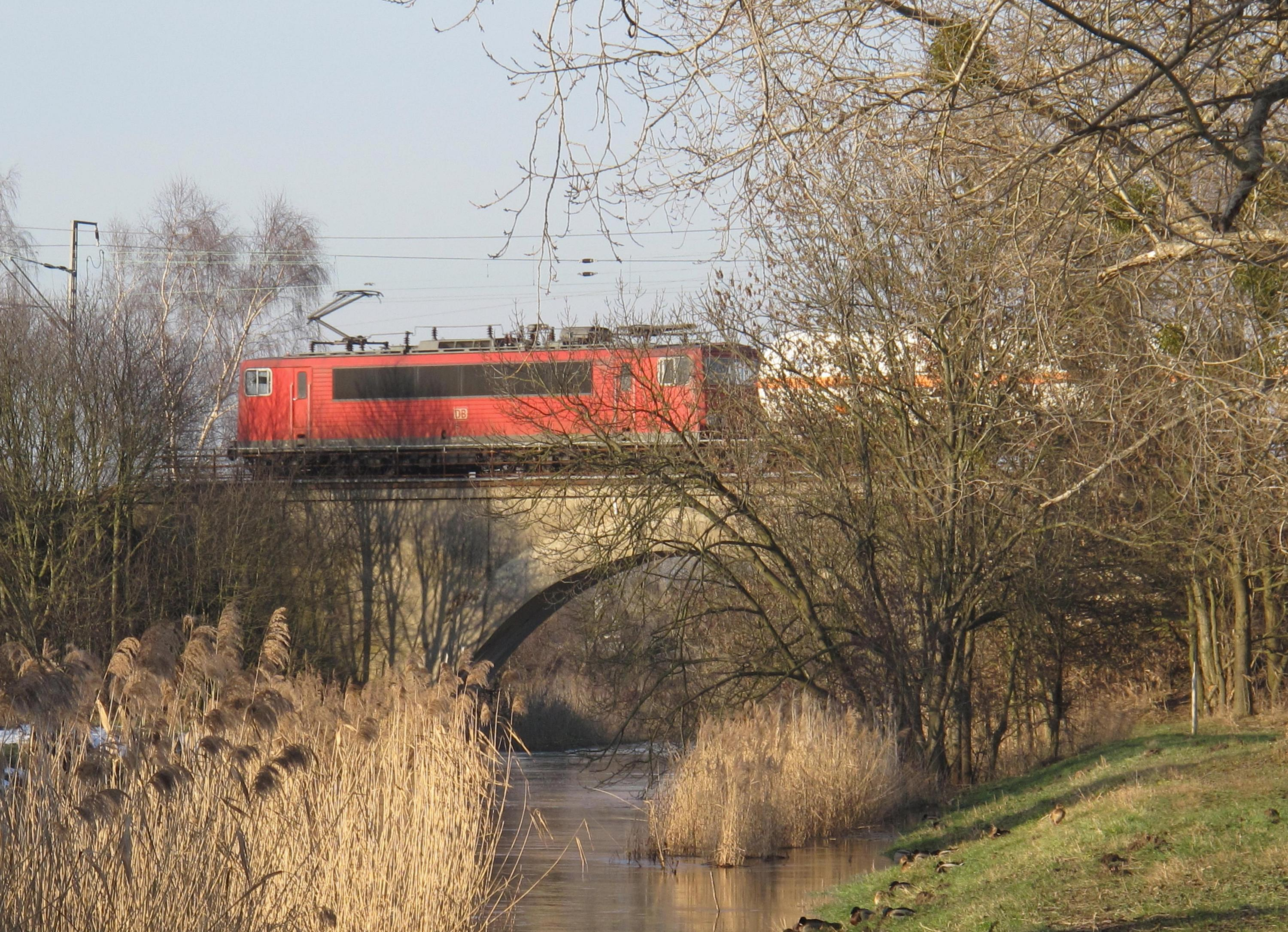
Bro över Nuthe vid Saarmund för järnvägen Berliner Aussenring.

Nuthe är en 65 km lång flod i Tyskland, som rinner genom landskapet Fläming i Brandenburg, söder om Berlin.  Floden är en biflod till Havel, som i sin tur tillhör Elbes flodsystem.  

## Etymologi
Namnet Nuthe har troligen germanskt ursprung och kan tolkas som dike, ränna eller dal; på medelhögtyska betyder nuot "skarv" eller "fåra". Andra tolkningar pekar på den äldre betydelsen Nuth eller Noth, "nöd", möjligen relaterad till de översvämningar som i äldre tid var vanliga i området. 
Den övre delen av floden som rinner förbi Jüterbog och Luckenwalde kallades fram till början av 1800-talet även för Aa eller Aarbach, med olika stavningsvarianter.

## Flodens lopp
Källan ligger väster om Dennewitz i kommunen Niedergörsdorf i Landkreis Teltow-Fläming och Nuthe rinner därifrån norrut. Bifloderna Nieplitz och Hammerfliess ansluter vid Gröben respektive Woltersdorf. Floden har här en mindre sidoarm, Die Stöcker. Floden rinner genom städerna Jüterbog, Luckenwalde och Trebbin till sitt utlopp i Havel i centrala Potsdam. En stor del av flodens lopp går genom Naturpark Nuthe-Nieplitz, där gröna våtmarker, översvämningsområden och lövsumpskogar ger gynsamma förutsättningar för vit stork och häger; fågelbeståndet av häger har ökat sedan början av 1990-talet. Den nedre delen av floden är kanaliserad.